# Радиомолчание
Радиомолча́ние — в военной области запрет работы радиотехнических средств на передачу с целью скрыть от радиоразведки противника местонахождение и действия своих сил. Соблюдение радиомолчания подразумевает работу радиотехнических устройств только на прием.
Радиомолчание —  в телекоммуникациях  это состояние, при котором всем стационарным или мобильным радиостанциям в определенном районе предлагается прекратить передачу по соображениям безопасности.

## Военное применение армиями мира
Приказ о радиомолчании обычно отдается военными в тех случаях, когда любая радиопередача может выявить позиции войск либо по звуку разговора, либо с помощью радиопеленгации. В экстремальных сценариях в качестве защиты от перехвата также может быть введено электронное молчание «EMCON».
В британской армии введение и отмена режима радиомолчания будут отдаваться в приказах или по распоряжению командования с использованием BATCO Контроль является единственным органом, уполномоченным вводить или отменять радиомолчание полностью или выборочно. Приказ об отмене радиомолчания может быть отдан только по распоряжению штаба, который ввел его в первую очередь. В периоды радиомолчания станция может, при наличии уважительной причины, передавать сообщение. Это известно как нарушение радиомолчания. Необходимые ответы разрешены, но после этого автоматически устанавливается радиомолчание. Станция-нарушитель передает свое сообщение с помощью BATCO для нарушения радиомолчания. Команда на установление радиомолчания такова: «Привет всем станциям, это 0. Ввести радиомолчание. Конец.»
Согласно практике США, если слышно, как человек передает неподходящую информацию по незашифрованной радиосети или просто по той, которая не авторизована для данного типа передаваемой информации, используются коды BEADWINDOW. BEADWINDOW не используется, если его вызов привлечет внимание к нарушению. Используется Австралией, Канадой, Новой Зеландией, Соединенным Королевством, Соединенными Штатами и другими странами, работающими в соответствии с их процедурами. Стандартные коды BEADWINDOW включают:
Позиция: например, раскрытие небезопасным или неподобающим образом «Дружественной или вражеской позиции, движения или предполагаемого перемещения, положения, курса, скорости, высоты или пункта назначения или любого воздушного, морского или наземного элемента, подразделения или силы».
Возможности: «Дружественные или вражеские возможности или ограничения. Силовые составы или значительные потери в специальном оборудовании, системах вооружения, датчиках, подразделениях или персонале. Процент оставшегося топлива или боеприпасов.»
Операции: «Дружественная или вражеская операция — намерения, ход или результаты. Оперативные или материально-технические намерения; программы полетов участников миссии; отчеты о ситуации в миссии; результаты дружественных или вражеских операций; цели нападения.»
Радиоэлектронная борьба (РЭБ): «Намерения, прогресс или результаты дружественной или вражеской радиоэлектронной борьбы (РЭБ) или контроля излучений (EMCON). Намерение применить электронные контрмеры (ECM); результаты дружественных или вражеских электронных контрмер; цели ECM; результаты дружественных или вражеских электронных контрмер (ECCM); результаты мер электронной поддержки/тактического плана (ESM); текущая или предполагаемая политика EMCON; оборудование, на которое распространяется политика EMCON.»
Дружественный или вражеский ключевой персонал: «Передвижение или личность дружественных или вражеских офицеров, посетителей, командиров; передвижение ключевого обслуживающего персонала, указывающее на ограниченность оборудования».
Безопасность связи (COMSEC): «Дружественные или вражеские нарушения COMSEC. Привязка кодов или кодовых слов к обычному языку; компрометация изменяющихся частот или привязка к номеру линии/схемным обозначениям; привязка изменяющихся позывных к предыдущим позывным или единицам; компрометация зашифрованных/засекреченных позывных; неправильная процедура аутентификации.»
Неправильная схема: «Неправильная передача. Запрошенная, переданная или готовящаяся к передаче информация, которая не должна передаваться по соответствующему каналу, поскольку она либо требует большей защиты, либо не соответствует цели, для которой предоставляется канал.»
Другие коды, соответствующие ситуации, могут быть определены командиром.
Невоенный приказ о радиомолчании
Радиомолчание также может поддерживаться для других целей, например, для высокочувствительной радиоастрономии или в морской и авиационной связи, чтобы можно было услышать слабые сигналы бедствия (см. Mayday). В последнем случае управляющая станция может приказать другим станциям прекратить передачу с помощью пословицы «Seelonce Seelonce Seelonce». (В этом слове используется французское произношение слова silence, «Видеть».). Как только необходимость в радиомолчании отпадает, управляющая станция отменяет радиомолчание с помощью пословицы «Seelonce FINI». В частности, 17 апреля 1970 года имел место редкий пример международной солидарности в критической ситуации: ряд стран, в том числе СССР, Великобритания и Франция, объявили радиомолчание на период посадки корабля Аполлон-13, чтобы минимизировать шансы помех в связи с кораблём (NASA не давала запроса на радиомолчание - это была инициатива государств для помощи спасению астронавтов, несмотря на разгар холодной войны).
Авиационным эквивалентом Seelonce Mayday является фраза или команда «Прекратить передачу — Бедствие (или Mayday)». «Аварийное сообщение прекращено» — это фраза, используемая, когда чрезвычайная ситуация закончилась. Опять же, неподчинение такому приказу чрезвычайно опасно и, следовательно, является уголовным преступлением в большинстве стран.

## Флот
Во время Великой Отечественной войны немецкие радиометеорологические станции в Арктике использовались для того, чтобы осуществлять радиоперехват и радиопеленг советских и союзных военных кораблей и торговых судов, нарушающих радиомолчание. Деятельность таких станций недооценивалась.

## Гражданское применение
На флоте каждые полчаса на 3 минуты наступает период радиомолчания, во время которого можно передавать только сигнал бедствия. Такой временной интервал называется минутой молчания.